# Pirando
Pirando war eine tägliche Kindersendung auf Schweizer Radio DRS 1. Pirando war vom 3. März 2008 bis zum 29. August 2010 jeweils täglich von 19–20 Uhr auf DRS 1 zu hören. Sie wurde mit dem Relaunch des Programmes von DRS 1 lanciert. Früher waren die Sendungen an den Werktagen eine halbe Stunde (SiggSaggSugg) und am Sonntag eine ganze Stunde (Looping) und eine Viertelstunde (Kinderclub).
Bei der Fusion von Schweizer Radio DRS und des Schweizer Fernsehens zu Schweizer Radio und Fernsehen, wurde Pirando am 30. August 2010 durch die neue trimediale Sendung Zambo ersetzt, wobei bei der Radiosendung die Sendezeit, die meisten Moderatoren sowie einige Rubriken erhalten blieben.

## Themen
Mit der neuen Sendung bekamen die Kinder bis 12 eine Möglichkeit beim Radio hören mitzumachen.
So gab es folgende Themenbereiche:
- Montag: Geschichte und Beiträge
- Dienstag: Geschichte und Beiträge
- Mittwoch: Geschichte und Diskussion über aktuelles Geschehen mit Kinderreportern
- Donnerstag: Geschichte und „Hitpirando“ die Hitparade für Kinder. Via Website konnte man abstimmen welcher Song dann gespielt wird.
- Freitag: Geschichte und Beiträge
- Samstag: Pirandopoly war die Spielshow, bei der man per Telefon mitmachen kann. Man bewegte sich auf einem Spielfeld, das auf der Website ersichtlich war.
- Sonntag: längere Geschichte und Musikmix war der Ersatz für den Ohregrübler der bislang einen kurzen Musikausschnitt vorspielte dessen Titel und Interpret es zu erraten gab. Neu wurden zwei Songs übereinandergelegt. Später wurde der Musikmix durch Fragen zum aktuellen Hörspiel ersetzt, bei denen man dieselben Preise gewinnen konnte.

## Moderation
Moderationen machten unter anderem Magnus Renggli, Susanne Eberhart, Patricia Banzer, Patrick Stöpper, Sandra Büchi und ab und zu auch noch Mike La Marr.

## Community
Auf der Website der Sendung konnten sich unter 15-Jährige anmelden und in einer schweizweiten Community mitmachen. Es gab einen Chat ("Plauderbox"), man konnte bloggen, sowie Nachrichten austauschen. Pirando galt als eine der sichersten Communitys, denn die Identität jedes Nutzers wurde zuvor telefonisch überprüft, ehe das Profil freigeschaltet wurde und der User in der Lage war, verschiedenste virtuelle Aktivitäten auf der Website zu betreiben. Durch die Community bekamen viele Kinder die Chance, an der Radiogestaltung teilzunehmen. So konnte jeder Benutzer täglich beim "Hit-Pirando" für den besten Song der Woche abzustimmen. Als 2010 Pirando durch Zambo ersetzt wurde, konnten die User ihr Profil in die neue Community importieren. Bei Drspirando.ch konnte man sich als "Kinderreporter" bewerben. Diese hatten die Möglichkeiten, mit eigenen Beiträgen wie Interviews oder Hintergrundreportagen die Sendung mitzugestalten.

## Auszeichnung
DRS Pirando gewann 2008 den renommierten Zürcher Radiopreis. Der Stiftungsrat begründete seinen Entscheid damit, dass die Sendung multimedial ist und sie sich mit einem einfallsreichen und informativ-unterhaltsamen Angebot an das Radio-Publikum der Zukunft richtet.